# Cadena de radiodifusión

Logotipos de los cinco principales canales de televisión de los Estados Unidos (en el sentido de las agujas del reloj desde arriba a la izquierda: NBC, CBS, ABC, The CW y Fox).

Una cadena de radiodifusión es un grupo de estaciones de radio, televisión u otros medios de comunicación electrónicos, que forman un acuerdo para transmitir o radiodifundir un contenido desde una fuente centralizada. Por ejemplo, DW (Alemania), PBS (Estados Unidos), BBC (Reino Unido) y CBC (Canadá) son redes de televisión que ofrecen programación para que los afiliados de las estaciones de televisión locales la transmitan utilizando señales que pueden ser captadas por los televisores domésticos de los televidentes locales.
Los medios de streaming, la radio por Internet y la difusión por Internet se consideran a veces formas de difusión a pesar de no contar con estaciones terrestres de radiodifusión; sus practicantes también pueden ser llamados "radiodifusores" o incluso "cadenas de radiodifusión".

## Historia
Reginald Fessenden, exingeniero e investigador de comunicaciones de la Oficina Meteorológica de los Estados Unidos, fue la primera persona que transmitió una transmisión de radio regular. Sus emisiones se dirigían a barcos en el mar, para los que utilizaba equipos de radiotelegrafía. Sus programas consistían en una pieza grabada de Händel, una interpretación de violín y una lectura de la Biblia. Afirmó ser el primero en transmitir la voz humana. Años más tarde, General Electric fue alentada a crear la Radio Corporation of America (RCA). Para esta época, AT&T también se involucró en la radio.
El principio de funcionamiento ha permanecido prácticamente inalterado desde entonces: En una de las principales estaciones o en determinados lugares de producción, el programa conjunto para las estaciones conectadas de las redes se produce y se transmite en directo o en diferido a través de la red telefónica de AT&T (más tarde a través de cables coaxiales de cobre "privados", hoy vía satélite). Las estaciones conectadas a la red no transmiten su propio programa a horas predeterminadas, sino el programa de red común en una especie de ventana de programa.
En 1932, la Comisión Canadiense de Radiodifusión creó la primera red de radiodifusión en Canadá, de la cual surgió la Corporación Canadiense de Radiodifusión (CBC) en 1936.
Los altos costos consolidaron el oligopolio de los "Tres Grandes" NBC, CBS y ABC en los Estados Unidos hasta la década de 1980. Sin embargo, esto permitió a las redes producir programas mucho más complejos que los de las emisoras locales y regionales más pequeñas. La televisión en red experimentó un renacimiento en 1986 con la fundación de la Fox Broadcasting Company, la cuarta red que forma los "Cuatro Grandes" con las tres redes clásicas.
Entrega tres horas –cuatro horas los domingos– en prime time (FOX y CW una hora menos cada uno) a los afiliados, consistentes en emisiones originales y repeticiones de series actuales, revistas de noticias, reality shows, deportes, etc. Además, dependiendo de la red, a los afiliados se les ofrecen telenovelas, programas de entrevistas y programas infantiles para la programación diurna, noticias nacionales y/o un programa nocturno. Por regla general, los radiodifusores tienen que cubrir el resto del día ellos mismos, utilizando material de sindicación además de sus propias producciones. El mercado de la sindicación incluye series de más de cuatro años o material producido por separado para la sindicación, como los programas de entrevistas; en raras ocasiones también series más caras que no se producen para una red específica, como Star Trek: Deep Space Nine.
Varias desregulaciones en el sector de los medios de comunicación y una multitud de fusiones corporativas llevaron finalmente a la fundación de United Paramount Network (UPN) y Warner Bros. Network (WBN) en 1996, conocida desde 1999 como The WB. La euforia inicial en los años siguientes dio paso a la desilusión con la disminución constante del número de espectadores y condujo en enero de 2006 –exactamente 10 años después del lanzamiento– al anuncio de disolver las redes UPN y The WB y reemplazarlas por la nueva y conjunta The CW Television Network (conocida como The CW) a partir de septiembre de 2006.
Otras redes con un alcance significativamente menor que las anteriores son MyNetworkTV e ION Television. También hay dos importantes redes de habla hispana (Univisión y Telemundo).

### Cadenas estadounidenses

#### AT&T
Con todas estas estaciones en el aire, AT&T ideó el concepto de compartir la programación para ahorrar el esfuerzo necesario de crear la programación. Además, los programas a veces atraían a las audiencias de más de una estación. Cuando dos o tres emisoras se enlazan desde una línea telefónica, se denomina radiodifusión en cadena. Como las líneas telefónicas eran propiedad de AT&T, fueron la primera corporación en comenzar a compartir dos o tres estaciones a través de líneas telefónicas.
En 1924, el Eveready Hour fue transmitido en 12 estaciones, muchas de ellas propiedad de AT&T. Eveready Hour fue el primer programa de variedades patrocinado comercialmente en la historia de la radiodifusión. Las compañías nacionales pudieron llegar a grandes porciones de la nación con sus marcas y eslóganes de una manera ingeniosa. Para 1925, AT&T había conectado 26 estaciones en una red. También tenían una estación propia y operada (O&O), WEAF en Nueva York.

#### RCA
Radio Corporation of America (RCA) siguió el ejemplo, utilizando el modelo de red de AT&T. Sin embargo, surgieron conflictos ya que RCA necesitaba alquilar líneas telefónicas de AT&T. La Comisión Federal de Comercio (FTC) tomó nota de ello y acusó a AT&T de violaciones de la ley antimonopolio de los Estados Unidos. En 1926, AT&T vendió sus intereses de transmisión a RCA. RCA acordó arrendar conexiones de red de AT&T y durante varias décadas AT&T hizo un negocio rentable en redes de radio y televisión.

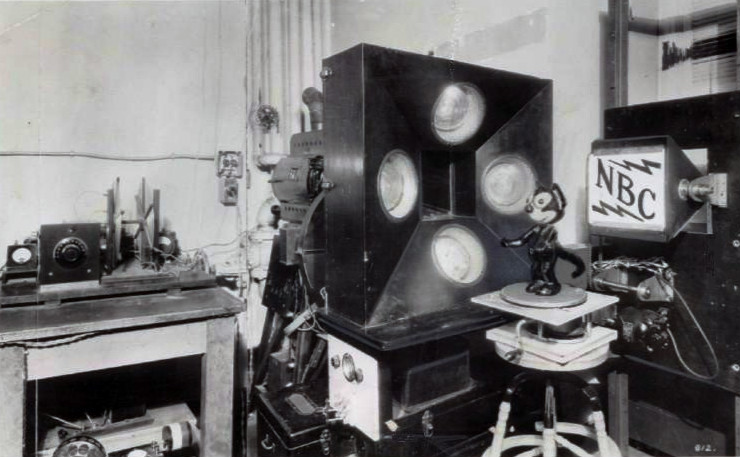
Fotografía publicitaria de la NBC emitida con motivo de su 30.º aniversario en 1956. La foto muestra su trabajo en televisión a partir de 1928. La muñeca Félix el Gato mostrada en la foto fue utilizada por la compañía durante más de una década, comenzando con la televisión mecánica en 1928 y continuó siendo utilizada para ayudar a desarrollar la televisión electrónica.

#### NBC
En 1926, RCA creó la National Broadcasting Company (NBC) bajo la dirección de David Sarnoff. Cuando NBC se lanzó por primera vez, estaba compuesta por dos grupos de estaciones que trabajaban juntas, con diferentes programas y patrocinadores a los que apoyar. Las dos redes se llamaban NBC Red y NBC Blue. NBC Red cubrió las estaciones más fuertes y NBC Blue las más débiles.
En 1941, la Comisión Federal de Comunicaciones (FCC) publicó el Informe sobre la Radiodifusión en Cadena, una investigación sobre las prácticas monopolísticas de las redes de radio. La FCC citó a NBC Red y NBC Blue como una de las principales preocupaciones, que la Comisión consideró anticompetitivas. Como la FCC no tiene el poder de regular las redes, decidieron que el reglamento se dirigiera a las estaciones. En 1943, la Corte Suprema de los Estados Unidos le quitó a la FCC el poder de hacer cumplir las normas de radiodifusión en cadena. NBC Blue fue vendida a Edward Noble, quien más tarde la llamó American Broadcasting Company (ABC). NBC también tenía una cadena de estaciones de onda corta, llamada NBC White Network, en la década de 1930.

#### CBS
Durante 1926 y 1927, la popularidad de las radios domésticas aumentó drásticamente. La tercera red de radio que surgió fue el Columbia Broadcasting System (CBS). William S. Paley compró Columbia. CBS tuvo problemas al principio porque ambas cadenas de NBC tenían ventaja. Paley ayudó a la CBS a llevarlos a donde estaba la NBC. Bajo el liderazgo de Paley, CBS se centró en la programación de entretenimiento, noticias y afiliación de noticias. También existían redes regionales sobre la CBS en varias partes del país. Más tarde, la CBS contrató a Edward R. Murrow, a quien se le atribuye el mérito de aumentar drásticamente las calificaciones. Murrow y CBS cubrieron la Guerra europea mientras Adolf Hitler estaba en el poder. NBC y ABC se retiraron de la guerra por razones de seguridad. Como resultado de asumir el riesgo, las calificaciones de CBS se dispararon.

#### ABC
NBC Blue fue vendida a Edward Noble, y se convirtió en la American Broadcasting Company (ABC). ABC nació debido a la controversia que la FCC tuvo con NBC Blue y NBC Red. A mediados de la década de 1940, el campo de la radiodifusión era una gran batalla de las tres cadenas de televisión. La red de Noble estuvo a punto de quebrar y en 1951 Leonard Goldenson y United Paramount Theaters compraron ABC por 25 millones de dólares. En 1964, ABC ganó la carrera de audiencia en los cincuenta mercados más grandes de Estados Unidos. En la temporada 1970-71, ABC ocupó el primer lugar en la clasificación de Nielsen con un drama médico llamado Marcus Welby, M.D., el primer programa de televisión de la ABC en encabezar la lista.